# 브라이언 드 팔마
브라이언 드 팔마(Brian Russell De Palma, 1940년 9월 11일 ~ )는 미국의 영화 감독, 영화 각본가이다. 서스펜스, 스릴러 작품으로 널리 알려진 브라이언 드 팔마의 대표적인 작품으로는 캐리 (1976), 드레스드 투 킬 (1980), 스카페이스 (1983), 언터처블 (1987), 칼리토 (1993), 미션 임파서블 (1996), 그리고 최근작 리댁티드 (2007), 패션, 위험한 열정 (2012) 등이 있다.
드 팔마는 미국 뉴저지 뉴어크에서 이탈리아계 가톨릭 가정에서 태어났다. 고교 졸업 후 컬럼비아 대학교 물리학 전공이었으나, 재학 중에서는 '시민케인', '현기증'에 감명을 받아 영화로 진로를 바꾼다.
이후 1973년 뉴욕 생활 중 연출한 '시스터스 (sisters)'로 주목 받아, 1976년 헐리우드에서 감독한 '캐리'가 히트하며 유명세를 타기 시작했다.

## 작품 목록
- 머더 아 라 모드 (1968)
- 그리팅 (1968)
- 웨딩 파티 (1969)
- 디오니소스 (1970)
- 하이, 맘! (1970)
- 너의 토끼를 알게 되다 (1972)
- 시스터스 (1972)
- 천국의 유령 (1974)
- 강박관념 (1976)
- 캐리 (1976)
- 분노의 악령 (1978)
- 홈 무비스 (1980)
- 드레스드 투 킬 (1980)
- 필사의 추적 (1981)
- 스카페이스 (1983)
- 침실의 표적 (1984)
- 와이즈 가이스 (1986)
- 언터처블 (1987)
- 전쟁의 사상자들 (1989)
- 허영의 불꽃문 (1990)
- 카인의 두 얼굴 (1992)
- 칼리토 (1993)
- 미션 임파서블 (1996)
- 스네이크 아이 (1998)
- 미션 투 마스 (2000)
- 팜므 파탈 (2002)
- 블랙 달리아 (2006)
- 리댁티드 (2007)
- 패션, 위험한 열정 (2012)
- 도미노 (2019)